# Kōstas Lamprou
Kōnstantinos Lamprou, detto Kōstas (in greco: Κωνσταντίνος "Κώστας" Λάμπρου; Atene, 18 settembre 1991), è un calciatore greco, portiere del NAC Breda.

## Carriera

### Club
Cresciuto nel Feyenoord, milita per 4 stagioni in Eredivisie senza mai scendere in campo. L'esordio, sempre con la maglia del Feyenoord, avviene nella stagione 2012-2013.
Il 4 luglio 2014 passa in prestito al Willem II, squadra con la quale gioca stabilmente in campionato collezionando 33 presenze nella stagione 2014-2015.
Il 1º luglio 2015 passa definitivamente al Willem II, a titolo gratuito.
Il 31 ottobre 2022 realizza un assist nell'incontro di Eerste Divisie vinto per 1-2 contro lo Jong Ajax.

### Nazionale
Ha giocato nelle nazionali giovanili greche Under-17, Under-19 ed Under-21.

## Statistiche

### Presenze e reti nei club
Statistiche aggiornate al 16 marzo 2019.
| Stagione         | Squadra             | Campionato       | Campionato | Campionato | Coppe nazionali | Coppe nazionali | Coppe nazionali | Coppe continentali | Coppe continentali | Coppe continentali | Altre coppe | Altre coppe | Altre coppe | Totale | Totale |
| Stagione         | Squadra             | Comp             | Pres       | Reti       | Comp            | Pres            | Reti            | Comp               | Pres               | Reti               | Comp        | Pres        | Reti        | Pres   | Reti   |
| ---------------- | ------------------- | ---------------- | ---------- | ---------- | --------------- | --------------- | --------------- | ------------------ | ------------------ | ------------------ | ----------- | ----------- | ----------- | ------ | ------ |
| 2008-2009        | Feyenoord           | ED               | -          | -          | CO              | -               | -               | CU                 | 0                  | 0                  | SO          | -           | -           | 0      | 0      |
| 2009-2010        | Feyenoord           | ED               | 0          | 0          | CO              | -               | -               | -                  | -                  | -                  | -           | -           | -           | 0      | 0      |
| 2010-gen. 2011   | Excelsior Rotterdam | ED               | 0          | 0          | CO              | 0               | 0               | -                  | -                  | -                  | -           | -           | -           | 0      | 0      |
| gen.-giu. 2011   | Feyenoord           | ED               | 0          | 0          | CO              | -               | -               | -                  | -                  | -                  | -           | -           | -           | 0      | 0      |
| 2011-2012        | Feyenoord           | ED               | 0          | 0          | CO              | 2               | -2              | -                  | -                  | -                  | -           | -           | -           | 2      | -2     |
| 2012-2013        | Feyenoord           | ED               | 12         | -17        | CO              | 2               | -2              | UCL+UEL            | 0+0                | 0 + 0              | -           | -           | -           | 14     | -19    |
| 2013-2014        | Feyenoord           | ED               | 2          | -1         | CO              | 1               | 0               | UEL                | 0                  | 0                  | -           | -           | -           | 3      | -1     |
| Totale Feyenoord | Totale Feyenoord    | Totale Feyenoord | 14         | -18        |                 | 5               | -4              |                    | -                  | -                  |             | -           | -           | 19     | -22    |
| 2014-2015        | Willem II           | ED               | 33         | -47        | CO              | 1               | -2              | -                  | -                  | -                  | -           | -           | -           | 34     | -49    |
| 2015-2016        | Willem II           | ED               | 34+4       | -53 + -5   | CO              | 3               | -2              | -                  | -                  | -                  | -           | -           | -           | 41     | -60    |
| 2016-2017        | Willem II           | ED               | 34         | -44        | CO              | 1               | -5              | -                  | -                  | -                  | -           | -           | -           | 35     | -49    |
| Totale Willem II | Totale Willem II    | Totale Willem II | 101+4      | -144 + -5  |                 | 5               | -9              |                    | -                  | -                  |             | -           | -           | 110    | -158   |
| 2017-2018        | Jong Ajax           | 1D               | 10         | -11        | -               | -               | -               | -                  | -                  | -                  | -           | -           | -           | 10     | -11    |
| 2017-2018        | Ajax                | ED               | 1          | -1         | CO              | 1               | -1              | UCL+UEL            | -                  | -                  | -           | -           | -           | 2      | -2     |
| 2018-2019        | Ajax                | ED               | 2          | -5         | CO              | 3               | -1              | UCL                | 0                  | 0                  | -           | -           | -           | 5      | -6     |
| Totale Ajax      | Totale Ajax         | Totale Ajax      | 3          | -6         |                 | 4               | -2              |                    | 0                  | 0                  |             | -           | -           | 7      | -8     |
| Totale carriera  | Totale carriera     | Totale carriera  | 128+4      | -179 + -5  |                 | 14              | -15             |                    | 0                  | 0                  |             | -           | -           | 146    | -199   |

## Palmarès

### Club

#### Competizioni nazionali
- Eerste Divisie: 1

Jong Ajax: 2017-2018
- Coppa dei Paesi Bassi: 2

Ajax: 2018-2019
Feyenoord: 2023-2024
- Campionato olandese: 1

Ajax: 2018-2019
- Supercoppa dei Paesi Bassi: 1

Feyenoord: 2024